# 계원군 묘 및 신도비
계원군묘 및 신도비는 경기도 고양시 일산동구 성석동에 있는 조선시대의 무덤이다. 1986년 6월 16일 고양시의 향토문화재 제3호로 지정되었다.

## 참고 문헌
- 계원군묘 및 신도비 - 고양시의 문화관광 - 향토유적